# San Miguel de Allende
San Miguel de Allende és una petita ciutat localitzada a l'estat de Guanajuato de la regió del Bajío, al centre de Mèxic. El bajío, està, de fet, a 2.000 metres d'altitud, però en una regió plana prop de les muntanyes a l'extrem de l'Altiplà Mexicà. San Miguel de Allende és la capital de la municipalitat d'Allende.
Va ser fundada el 1542 amb el nom de San Miguel el Grande. Va ser un poble a mig camí de la ruta de la plata cap a la ciutat de Zacatecas, al nord. El seu nom va ser canviat el 1826 a l'actual de San Miguel de Allende en honor d'Ignacio Allende, un líder de la guerra d'independència de Mèxic que hi va néixer.
El 1900 San Miguel de Allende estava en risc de convertir-se en un poble fantasma. El 1926 el govern mexicà el va declarar monument històric i va començar el desenvolupament del districte històric, que encara conté bellíssimes construccions colonials. En la dècada del 1950, San Miguel de Allende s'havia convertit en una destinació turística important per la seva arquitectura colonial i per les deus termals localitzades prop de la ciutat. Després de la Segona Guerra Mundial, l'Insituto Allende va ser acreditat com a escola d'arts pel govern estatunidenc, la qual cosa va permetre que els veterans de guerra poguessin utilitzar les beques federals per a estudiar-hi, cosa que contribuí a l'increment de la immigració nord-americana cap a aquesta ciutat. Avui, San Miguel de Allende té una població de 80.000 habitants, dels quals prop del 40% són estrangers, principalment dels Estats Units i Europa.
El 2008 fou declarada Patrimoni de la Humanitat per la UNESCO.